# Campeonato de Europa de ajedrez sénior
El Campeonato de Europa de ajedrez sénior es un torneo de ajedrez organizado por la  European Chess Union (ECU). En categoría masculina, pueden participar los jugadores que tengan sesenta o más años el día 1 de enero del año en el que empiece la competición. En categoría femenina, el requisito de edad se rebaja a cincuenta o más años en las mismas condiciones.
En 2014 la competición se dividió en dos torneos separados por categorías de edad: + de 65 años y + de 50 años, unificando así las franjas de edad para los dos sexos. La competición en cada torneo se desarrolla por el sistema suizo, a nueve rondas y con títulos diferenciados: el campeón absoluto obtiene el título de «Campeón de Europa de ajedrez sénior» y la mujer que queda clasificada en mejor posición, gana el título de «Campeona de Europa de ajedrez sénior femenina» por cada franja de edad.

## Relación de ganadores
| #  | Año     | Lugar           | Campeón absoluto                       | Campeona femenina                                  |
| -- | ------- | --------------- | -------------------------------------- | -------------------------------------------------- |
| 1  | 2001    | St. Vincent     | Jacob Murey                            |                                                    |
| 2  | 2002    | St. Vincent     | Vladimir Bukal                         |                                                    |
| 3  | 2003    | St. Vincent     | Sinisa Joksic                          | Vlasta Macek                                       |
| 4  | 2004    | Arvier          | Mark Tseitlin                          | Radmila Popivoda                                   |
| 5  | 2005    | Bad Homburg     | Mark Tseitlin                          | Hanna Ereńska-Barlo                                |
| 6  | 2006    | Davos           | Borislav Ivkov                         | Valeria Dotan                                      |
| 7  | 2007    | Hockenheim      | Nukhim Raixkovski                      | Elena Fatalibekova                                 |
| 8  | 2008[1] | Davos           | Mark Tseitlin                          | Elena Fatalibekova                                 |
| 9  | 2009    | Rogaska Slatina | Vitaly Tseshkovsky                     | Ludmila Saunina                                    |
| 10 | 2010    | Salónica        | Vitaly Tseshkovsky                     | Tamar Khmiadashvili                                |
| 11 | 2011[2] | Courmayeur      | Mihai Șubă                             | Nona Gaprindachvili                                |
| 12 | 2012    | Kaunas          | Nikolai Pushkov                        |                                                    |
| 13 | 2013[3] | Plóvdiv         | Mark Tseitlin                          | Margarita Voiska                                   |
| 14 | 2014    | Oporto          | Nico Schouten (65+) Keith Arkell (50+) | Valentina Kozlóvskaia (65+) Tatyana Fomina (50+)   |
| 15 | 2015[4] | Eretria         | Jan Rooze (65+) Zurab Sturua (50+)     | Nona Gaprindashvili (65+) Svetlana Mednikova (50+) |